# LT-35
LT-35（1935年型軽戦車、Lehký tank vzor 35、LT vz. 35、LTvz.35）または35(t)戦車（Panzerkampfwagen 35(t)）は、第二次世界大戦前の1935年に、チェコスロバキアのシュコダ社が開発・製作した軽戦車（10トン級）である。

## 概要

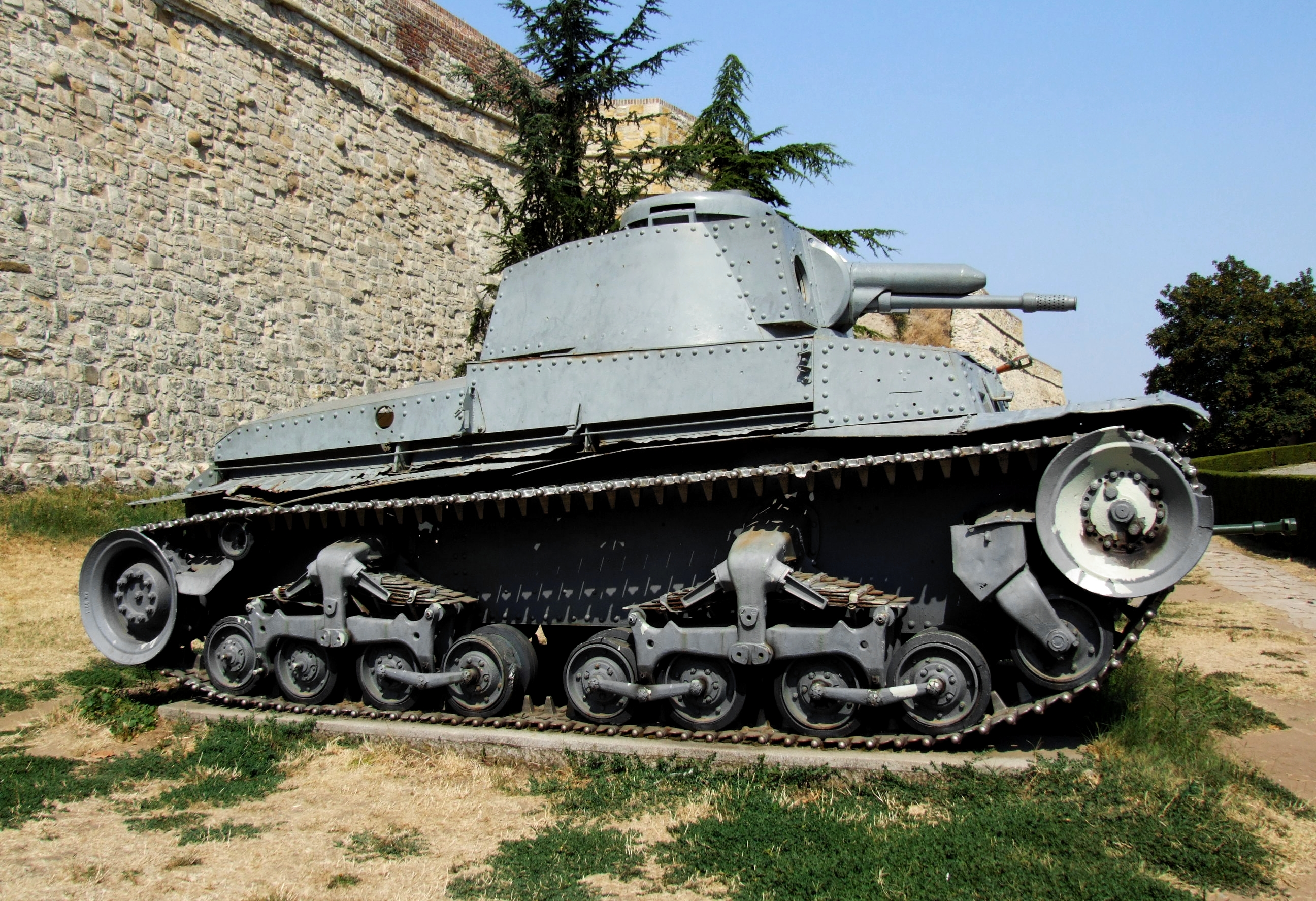
ベオグラード軍事博物館の35(t)戦車

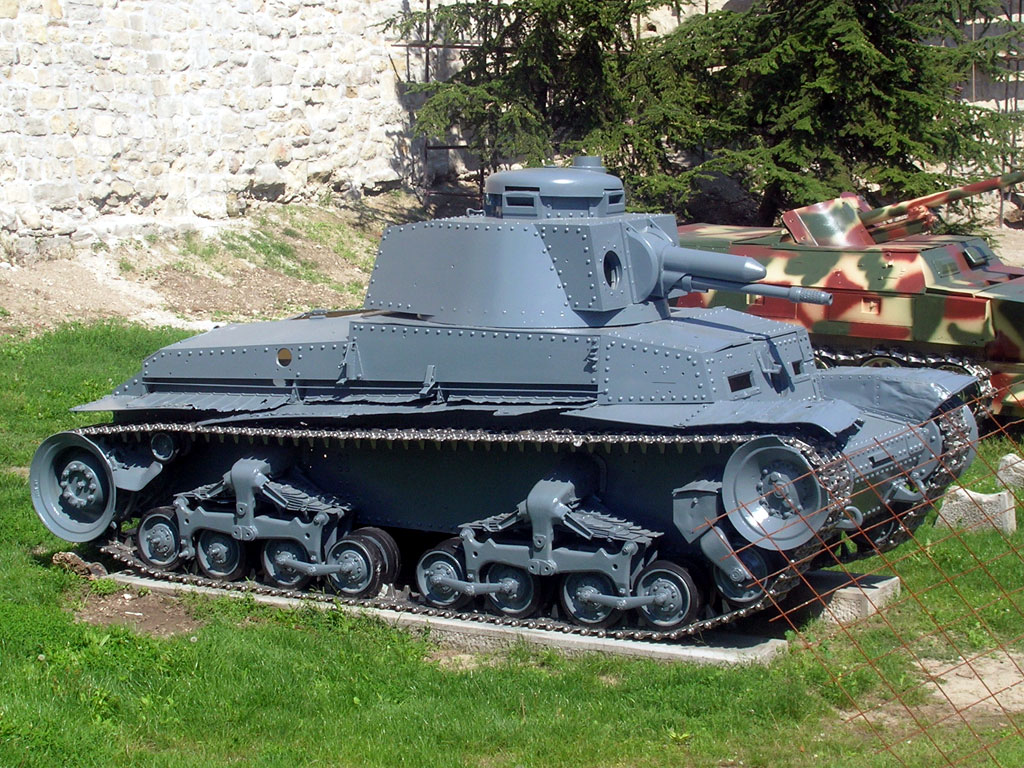
同上

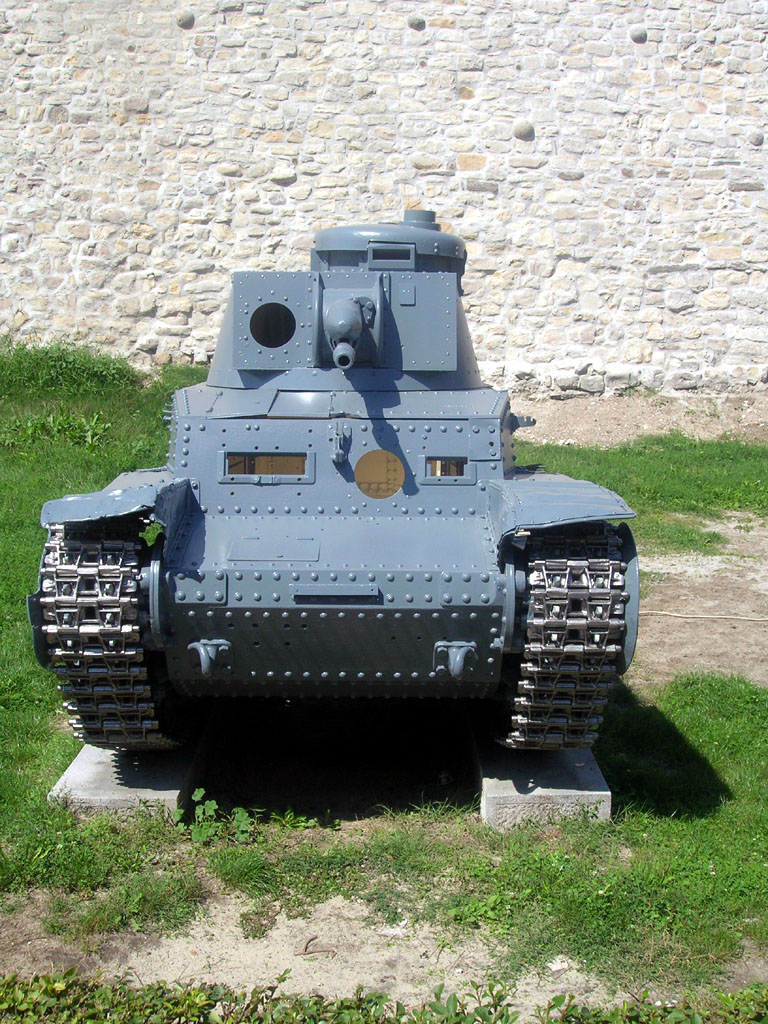
同上

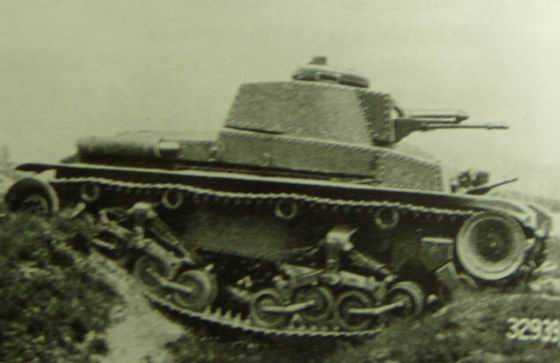

チェコスロバキア軍はルノー FT-17 軽戦車を装備していたが、これの旧式化を受けて、1930年代中半から国産新型戦車の開発を始め、カテゴリーII（軽戦車） のコンペティションで勝利した 、ČKD（チェーカーデー、チェコダ）社（≒プラガ社）のLTvz.34（P-II）軽戦車を、1934年に採用したが、LTvz.34の性能不足と、緊迫する国際情勢から、改めて新型戦車を開発することとなった。
1934年の陸軍総司令官の戦車部隊の状況に関する報告に基づいて、チェコスロバキア軍における初期の戦車の分類である、カテゴリーII（軽戦車）を、IIa（騎兵戦車）とIIb（歩兵戦車）に分割することが決定され、1935年に、ČKD社とシュコダ社の間で、カテゴリーIIa（騎兵戦車）の新型戦車の開発計画のコンペティションが行われた。
IIa（騎兵戦車）はIIb（歩兵戦車）よりも優先され、これらの軽戦車は数百輌が発注される予定であった。軍事技術研究所（VTLU）が定めた仕様では、25mmの前面装甲、15mmの側面装甲、LTvz.34よりも強力なエンジン（67馬力のPraga N-67）、30km/hの速度、とされていた。
1935年5月、LTvz.34（P-II）の改良型「P-IIa」（PはPraga＝プラガ社を表す）を提示したČKD社に対し、シュコダ社はヴィッカース 6トン戦車を参考にした新型の「Š-IIa」（ŠはŠkoda＝シュコダ社を表す）を提示した。
1935年6月に、この2輌の試作車を元にテストが行われ、結果、不明瞭な状況下で、Š-IIaがLTvz.35として、1935年10月30日に制式化された。公式の理由としては、「P-IIaは実際にはP-IIの改良型に過ぎず、改良が限界に近づいていた」、というものであった。なお、この決定には、シュコダ社と軍との間に政治的な裏取引（汚職）があったのではないかとする説もある。実際、シュコダ社はチェコスロバキアの最も著名な政党である「農業政党」と非常に良好な関係を持っていた。
この決定に不服なČKD社は、激しく抗議し、両試作車の評価が完全に同等であったことを明らかにさせた。どちらも、ほぼ同じ品質で性能も良かったが、ČKD社の試作車の方がシンプルでメンテナンスが容易であった。
- - ČKD社のP-IIa 軽騎兵戦車
- - 同上

国防省の主張にもかかわらず、実際には、P-IIaは、当時としては時代遅れではなかった。全体的にLTvz.34に似ており、重量8.5トン、乗員3名、垂直の前面装甲と側面装甲の厚さは16 mm、傾斜部分の厚さは12 mm、車体上面の厚さは10 mm、底面と天板の厚さは8 mmであった。サスペンションはクラシックな、ガーダービーム付きのリーフスプリングボギー方式であった。93 hpの「プラガ SV 7.8L V6ガソリンエンジン」を搭載し、1,600 rpm（10.94 hp/t）に達した。最高速度36 km/h、最大航続距離180 km。武装は「37 mm シュコダ ÚV vz.34（A3）戦車砲」 (1,000 m で 30 mmを貫徹可能) であった。
その後、国防省はP-IIaをČKD社に返還し、ČKD社はこの車両を（主砲を換装することで）P-IIa-jに改良し、ユーゴスラビアに輸出しようとしたが、成功しなかった。ČKD社は、他の外国の買い手を見つけるために、多大な努力を払ったが、どこもそれを欲しがらず、結局、P-IIa-jは1936年に解体され、その部品は他の車両に使用された。
- - ユーゴスラビア向けに試作されたP-IIa-j 軽騎兵戦車（ダミーの砲を搭載）

一方、制式採用された、Š-IIaことLTvz.35は、1935年10月に160輌が発注された。この際、問題を解決するため、カルテルに基づき、ライバルメーカーであるČKD社にも、生産数の半分が委託されている。1936年5月、国防省はさらに35輌の追加発注を行い、翌月、両社にさらに103輌の要請をし、合計298輌が納入された。最初の量産車は、1936年9月に陸軍に引き渡される予定だったが、当初に生産された部品の故障率が高かったため、実行されなかった。1936年12月21日、改修された15輌を受け取った陸軍が直ちに耐久試験を実施し、分解検査を行った結果、一部部品の構造及び材質の欠陥が判明し、1935年に発注した全ての機器を撤去されることとなった。この修理のほとんどは、複雑な空気圧システムではなく電気系統に関わるものであった。
1937年に138輌が追加発注され、約300輌がチェコスロバキア軍に納入された。またルーマニアなどの東欧諸国にも納入された他、イギリスやソ連も購入や国産化を検討したが、ドイツの介入や契約未締結により、実現しなかった。
1938年からドイツによって段階的に行われたチェコ併合により、LTvz.35の多くがドイツ軍に接収された。1939年3月の段階でチェコスロバキア軍で保有していたLTvz.35は297輌で、そのうちの219輌がドイツ軍に接収された。本車にはチェコ製を意味する形式記号(t) （ドイツ語ではチェコの頭文字はcではなくt）を与えられ、35(t)戦車 （Pz.Kpfw.35(t)）と呼ばれた。
乗員は、オリジナルのLTvz.35では、車体前部の右側に操縦手、左側に無線手兼車体前方機銃手、砲塔内に車長の計3名で、車長は主砲の左側に位置し、チェーンで吊るされたサドルに腰掛け、周囲監視・指揮・装填・砲と砲塔機銃の射撃を一人でこなさなければならなかったが、ドイツ軍仕様の35(t)戦車では砲塔内の主砲右側に装填手兼砲塔機銃手が追加されて計4名となり、車長はパイプフレームに付けられたシートに腰掛けるように変更された。これで戦闘力が向上した反面、装填手を収容する空間を作るために砲塔内の搭載弾薬は減らされている。無線機もチェコ製のvz.35からドイツ製のFu.2及びFu.5に変更された。変速機構は前後とも6段ずつで、ブレーキ機構と共に独自の空気圧式を採用している。この機構は同時代の戦車に比べ操作を軽く容易にするものであったが、構造が複雑であり、生産初期にトラブルを頻発している。足回りはリーフスプリングボギー方式で、信頼性が高く、履帯の寿命も長かった。後輪駆動方式で、車体後方に起動輪があった。車体中央の床には円型の脱出用ハッチが設けられていた。
本車は質・量共に力不足であった第二次世界大戦開戦初期のドイツ軍にとって貴重な戦力となり、本来訓練用であったI号戦車やII号戦車よりも、兵士たちに好評であった。なお、前面装甲は25 mmと同時期のドイツ製軽戦車より厚かったが、操縦手と無線手の視察用バイザー（ドイツ語でクラッペ）は、ずっと薄いスリット付き装甲蓋の裏に、50 mm厚の防弾ガラスが嵌まった構造になっている。またリベット接合であるため、被弾の際にそれが車内に飛び散って、乗員に被害をもたらす危険性があった。
開戦以来多くの戦いに参加し続け、1941年夏のバルバロッサ作戦にも投入されたが、その冬の東部戦線では、寒さにより、空気圧式の変速およびブレーキ機構に作動不良が頻発し、問題となった。
LTvz.35は、第二次世界大戦初期の軽戦車としては、当初信頼性に問題があったものの、比較的優れた軽戦車であると評価されているが、1941年頃にはドイツ軍の第一線装備としての役割を終え、砲牽引車輌に改造されるなどした。また輸出型は同盟国で使われ続けた。

## 戦史
LTvz.35はチェコスロバキア陸軍で用いられ、1938年9月にズデーテン地方ヘンラインの暴動鎮圧の際に実戦を経験している。
ドイツ軍の装備となった35(t)戦車は、第1軽装甲師団（後の第6装甲師団）に配備され、1939年のポーランド侵攻に参加した。しかしこの時、たった1輌のTKSの待ち伏せによって13輌もの損害を出している。続く1940年のフランス侵攻では第6装甲師団の他、第3SS装甲師団の偵察大隊にも配備されていたが、同隊の6輌全てが作戦終了時までに失われている。
1941年のソ連侵攻では149輌の35(t)戦車（うち11輌は指揮戦車）が第6装甲師団に配備されていたが、開戦早々KV-1とKV-2を装備する敵に遭遇し手も足も出ず、40輌を失った。その後T-34が出現し完全に性能不足となって損害を重ね、1941年12月10日までに全車を損耗した。

## バリエーション
LTvz.35
基本形式（37mm A-3砲装備）。
LTvz.35 （A-7砲）
38(t)と同じ優秀な37mm A-7砲を装備した輸出版。
35(t)戦車
Pz.Kpfw.35(t)
ドイツ軍に接収された車両。砲塔に装填手用のスペースを追加して、乗員が1名増やされている。
35(t)指揮戦車
Pz.BefWg.35(t) (Panzerbefehlswagen)
ドイツ軍の指揮戦車仕様。後部にフレーム型アンテナを装備。
Mörserzugmittel.35(t)
49輌が改造された迫撃砲牽引・弾薬運搬装甲車輌仕様。砲塔を撤去し、上部を幌で覆っている。外された砲塔は、オランダの海岸防衛陣地のトーチカに転用された。
LT-35
スロヴァキア軍に配備されたLTvz.35の呼称。
T-11
ブルガリアに輸出されたLTvz.35で、もともとはアフガニスタン向けに作られた物であった。（A-3砲装備の中古の35(t)を26輌とA-7砲装備のT-11を10輌）。
R-2
ルーマニアに輸出された126輌のLTvz.35。同国はこれ以外にも中古のドイツ型35(t)を26輌購入している。
TACAM R-2
1943年7-9月、砲塔を撤去したR-2にソ連軍から捕獲したM1936（F-22）野砲を搭載した対戦車自走砲。量産型では砲をM1942（ZIS-3）に変更し、1944年6月末までに作られた20輌が部隊配備され実戦参加した。
T-21
LT-35の設計を拡大・発展させた試作中戦車。後にハンガリーで生産されたトゥラーン中戦車の基となった。

## 運用国
チェコスロバキア
戦前・戦後に運用。
 ドイツ国
接収した車両をPz.Kpfw.35(t)として運用。
 ルーマニア王国
R-2として運用。
 ブルガリア公国
35(t)およびT-11を運用。
 スロバキア共和国
旧チェコスロバキア軍の車両を運用。
 カルパト・ウクライナ
捕獲したLTvz.35（37mm A-3砲装備）を使用。

## 登場作品
『War Thunder』
ドイツ陸軍の軽戦車として登場。
『World of Tanks』
チェコスロバキア軽戦車LT vz. 35として開発可能。ドイツ軽戦車Pz.Kpfw.35(t)として開発可能。